# Могильовське (електродепо)
53°51′52.9″ пн. ш. 27°41′28.7″ сх. д. / 53.864694° пн. ш. 27.691306° сх. д.
Електродепо́ «Могильо́вське» (ТЧ-2, біл. Магілё́ўскае) — електродепо Мінського метрополітену, обслуговує Автозаводську лінію.

## Історія
Відкрито у 1 вересня 2003 року.

### Лінії, які обслуговуються
| # | Лінія               | Роки   |
| - | ------------------- | ------ |
| 2 | Автозаводська лінія | з 2003 |

### Рухомий склад
- 81-717/714 — з 2003 року
- 81-540Б/541Б — з 2009 року

Наразі депо обслуговує 175 вагонів (35 потягів по п'ять вагонів та один резервний вагон).